# Ji Pengfei

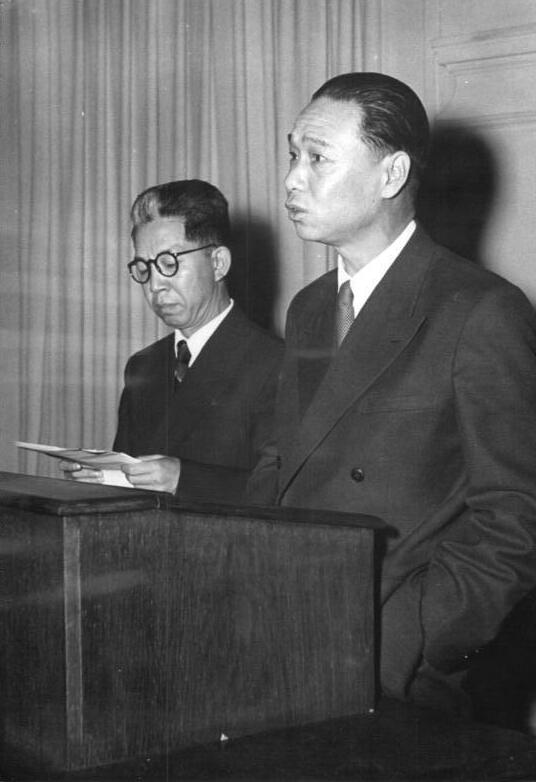
Ji Pengfei, 1952 in Berlin

Ji Pengfei (chinesisch 姬鵬飛 / 姬鹏飞, Pinyin Jī Péngfēi; * 2. Februar 1910 in Linyi (Yuncheng), Provinz Shanxi, Kaiserreich China; † 10. Februar 2000, Peking, China) war ein Politiker in der Volksrepublik China und Mitglied der Kommunistischen Partei Chinas. Von 1972 bis 1974 bekleidete er das Amt des Außenministers der Volksrepublik China.
Nach der Mittelschule besuchte er eine Akademie für Militärärzte. Nach 1939 wurde er zunehmend mit politischen Aufgaben betraut und war vor seiner Ernennung zum Außenminister Leiter der diplomatischen Mission in der DDR sowie deren erster chinesischer Botschafter.
1979 wurde er Direktor beim Zentralkomitee der Kommunistischen Partei Chinas.